# Đổng Tất Vũ
Đổng Tất Vũ (tên tiếng Hoa: 董必武, Wade-Giles: Tung Pi-wu) (1886 - ngày 2 tháng 4 năm 1975) là một trong những người sáng lập Đảng Cộng sản Trung Quốc.

## Tiểu sử
Đổng Tất Vũ sinh ra tại Hoàng An, nay là Hồng An, Hồ Bắc (1886-2/4/1975). Ông sang Nhật du học ngành luật, sau đó về nước, tham gia Đại hội Đảng cộng sản Trung quốc lần thứ nhất. Ông là Ủy viên Bộ Chính trị Đảng Cộng sản Trung Quốc khoá VII, VIII, IX, X; từng giữ qua chức Chánh án Tòa án nhân dân tối cao từ năm 1948 đến 1949 và Quyền Chủ tịch từ năm 1968 đến ngày 17 tháng 1 năm 1975 khi Chu Đức trở thành Chủ tịch kế nhiệm. Ông cũng là Phó Chủ tịch Cộng hòa Nhân dân Trung Hoa từ năm 1959 cho đến 1975, cùng với Tống Khánh Linh. Ông qua đời một năm trước Mao Trạch Đông và nhiều nhân vật chính trị quan trọng khác của Trung Quốc.

## Bình sinh
- 1903, thi tú tài.
- 1910, dạy học ở Quảng Châu.
- 1911, tham gia cách mạng, gia nhập Trung quốc Đồng Minh Hội.
- 1914, sang Đông Kinh - Nhật Bản du học ngành luật, thành lập đảng Cách mạng TQ tại Nhật.
- 1915, bị bắt, bỏ tù.
- 1918, về nước.
- 1919, tới Thượng Hải tham gia phong trào Ngũ Tứ, dạy quốc văn tại trường trung học Vũ Hán.

## Thành lập Đảng Cộng sản Trung Quốc
- Gia nhập sớm Đảng Cộng sản năm 1920 tại Vũ Hán.
- Tháng 7/1921 đại diện nhóm Vũ Hán tham dự đại hội toàn quốc Đảng Cộng sản Trung Quốc lần thứ 1.
- Sau đại hội ông lãnh trách nhiệm: xây dựng tổ chức tại Hồ Bắc, ủy viên khu ủy Vũ Hán, ủy viên tỉnh ủy Hồ Bắc, bộ trưởng bộ dân quân Hồ Bắc.
- 1924, ủy viên dự khuyết Ban Chấp hành Trung ương Quốc Dân Đảng, Giám đốc phụ trách Công Nông văn phòng chính quyền Hồ Bắc.
- 1932, bí thư Trung ương Đảng Cộng sản Trung Quốc, Hiệu trưởng trường Đảng Trung ương.
- 1934, Viện trưởng Tối cao pháp viện.

## Kháng Nhật, Nội chiến Quốc - Cộng
- Giữ chức Phó chủ tịch chính quyền Khu Thiểm - Cam - Ninh.
- Đại diện ĐCSTQ đàm phán với chính quyền quốc gia sau chiến tranh kháng Nhật.
- 1945, đại diện các vùng giải phóng của TQ tham dự hội nghị lập hiến LHQ tại Mỹ.
- Giữ cương vị: Phó bí thư Phương Nam cục TW ĐCSTQ, bí thư công ủy Trùng Khánh, Bộ trưởng bộ tài chính Trung ương Đảng, Bí thư TW Hoa Bắc Cục (miền bắc TQ), Phó chủ tịch chính phủ nhân dân Hoa Bắc.

## Phó chủ tịch nước
- Năm 1959 ông được bầu làm Phó Chủ tịch nước Cộng hòa Nhân dân Trung Hoa cùng với Tống Khánh Linh.
- Tháng 1/1975, chức vụ Phó chủ tịch nước bị bãi bỏ, Đổng được bầu làm Phó ủy viên trưởng.
- Đổng Tất Vũ là: Ủy viên Trung ương khóa 6, Ủy viên Bộ Chính trị khóa 7, 8, 9, Ủy viên Ban Thường vụ Bộ Chính trị Đảng Cộng sản Trung Quốc khóa 10.
- Đổng Tất Vũ qua đời ngày 2 tháng 4 năm 1975 tại Bắc Kinh hưởng thọ 89 tuổi, Tổng Thư ký Liên Hợp Quốc Kurt Waldheim chia buồn và gọi ông là "Một trong những người sáng lập Liên Hợp Quốc".

## Chước tác
- Đổng tất Vũ toàn tập
- Đổng Tất Vũ Chính trị và pháp luật
- Đổng Tất vũ thi tập